# Qui vive (film)
Qui vive is een Nederlandse dramafilm uit 2002, geregisseerd door Frans Weisz. De film werd uitgebracht op 14 februari 2002. 
De film is gebaseerd op het toneelstuk Rijgdraad van Judith Herzberg. Samen met Frans Weisz bewerkte zij het toneelstuk tot een filmscenario. Hun beider joodse achtergrond kwam hen hierbij van pas en zorgde voor een zorgvuldige vertelling.

## Verhaal
De film toont een joods familiedrama waarin alle personages, om welke reden ook, iets met elkaar te maken hebben. Ze hebben allemaal hun eigen herinneringen en problemen uit de oorlog en het valt niet mee om daarmee te leven. 